# Edward Riedl
Edward Riedl (ur. 21 września 1874 w Ustrzykach Dolnych, zm. 10 stycznia 1928) – pułkownik Korpusu Sądowego Wojska Polskiego.

## Życiorys
Urodził się 21 września 1874 w Ustrzykach Dolnych. W 1893 ukończył w C. K. IV Gimnazjum we Lwowie. Ukończył studia prawnicze. Na stopień podporucznika został mianowany ze starszeństwem z 1 stycznia 1896 roku w korpusie oficerów rezerwy artylerii fortecznej. Został przydzielony w rezerwie do 2 Pułku Artylerii Fortecznej w Krakowie. 12 sierpnia 1903 roku, jako oficer rezerwy został powołany do służby czynnej w korpusie zawodowych audytorów, w charakterze aspiranta. Od 1907 roku jako zawodowy oficer audytor pełnił służbę w Pułku Piechoty Nr 13 w Krakowie. W latach 1912–1913 wziął udział w mobilizacji sił zbrojnych Monarchii Austro-Węgierskiej, wprowadzonej w związku z wojną na Bałkanach. W 1914 roku pełnił służbę w Pułku Piechoty Nr 1 w Krakowie. Podczas I wojny światowej służył w sądzie brygady w Rzeszowie. W czasie służby w korpusie oficerów audytorów awansował kolejno na stopień: porucznika audytora ze starszeństwem z 1 maja 1907 roku, kapitana audytora ze starszeństwem z 1 listopada 1911 roku i majora audytora.
1 lutego 1919 roku został przyjęty do Wojska Polskiego z zatwierdzeniem posiadanego stopnia majora audytora. 24 czerwca 1919 roku został mianowany sędzią wojskowym w Sądzie Okręgu Generalnego w Warszawie z czasowym odkomenderowaniem do Naczelnego Sądu Wojskowego w Warszawie. 15 listopada tego roku zostały mu powierzone obowiązki szefa Sądu Wojskowego Okręgu Generalnego w Łodzi. Dekretem z 22 maja 1920 został zatwierdzony w stopniu podpułkownika w korpusie sądowym z dniem 1 kwietnia 1920. Został awansowany do stopnia pułkownika w korpusie oficerów sądowych ze starszeństwem z dniem 1 czerwca 1919. Od 1921 był szefem Wojskowego Sądu Okręgowego Nr IV w Łodzi. Z dniem 1 listopada 1924 został przeniesiony do Wojskowego Sądu Okręgowego Nr IX w Brześciu na stanowisko szefa sądu. Z dniem 1 marca 1927 roku został mu udzielony dwumiesięczny urlop z zachowaniem uposażenia, a z dniem 30 kwietnia 1927 roku został przeniesiony w stan spoczynku. Zmarł 10 stycznia 1928. Został pochowany na cmentarzu Rakowickim w Krakowie (PAS 41-wsch-po prawej Kufelkowskich).

## Ordery i odznaczenia
- Krzyż Kawalerski Orderu Franciszka Józefa (1916)[8] z dekoracją wojenną[11] (Austro-Węgry)
- Brązowy Medal Zasługi Wojskowej na wstążce Krzyża Zasługi Wojskowej (Austro-Węgry)[11]
- Brązowy Medal Jubileuszowy Pamiątkowy dla Sił Zbrojnych i Żandarmerii (Austro-Węgry)[10]
- Krzyż Jubileuszowy Wojskowy (Austro-Węgry)[10]
- Krzyż Pamiątkowy Mobilizacji 1912–1913 (Austro-Węgry)[10]